# 게레로스 데 오아하카
게레로스 데 오아하카(오아하카 워리어스)는 1940년 창단한 멕시코 오아하카주의 프로 야구 팀이다. 홈구장은 에두아르도 바스콘셀로스 스타디움이다.

## 야구단 정보
| 감독      | 42 에디 디아즈 · |
| 코칭 스탭 | 6 가스타보 리에나스 · 4 찰리 소사 · 14 헤수스 A. 헤르난데즈 · 0 윌리언 올리바 · 51 엘리에자 모라 · 31 옥타비오 알바레즈 · 15 헥토르 알바레즈 |
| 투수      | 30 유스메이로 페티트 · 43 오스카 E. 버스티요스 · 28 마우리시오 타바치니크 · 5 다비드 레이스 · 55 루이스 페르난도 멘데즈 · 48 아퀴노 그레그 · 28 조지 루이스 카스티요 · 9 헥토르 산체스 · 34 롤란도 발데즈 · 23 휴고 구티에레즈 · 50 미사엘 발렌주엘라 · 26 마우리시오 타쿠이다 · 25 알레한드로 소토 · 22 헤리버르토 로드리게스 · 45 세르지오 발렌주엘라 |
| 포수      | 7 카를로스 에드아르도 가르존 · 24 호세 안토니오 라몬 · 37 에릭 로드리게스 |
| 내야수    | 2 헤리버르토 에디 솔리스 · 8 호라시오 바스퀘즈 · 54바바로 케니자레스 · 49 케빈 바커 · 3 노에 베세라 · 40 세르지오 오마 가스테름 · 70 후나 카를로스 카니자레스 · 10 자이메 브레나 |
| 외야수    | 17 앨런 산체스 · 20 얀카를로 안글로 · 1 알레한드로 곤잘레즈 · 19 엘로이 그트에레즈 · 38 크리스티안 퀸테로 |